# Cordoeira
Cordoeira é um bairro da região central cidade de Nova Friburgo, situado num morro próximo ao cemitério municipal. Bairro criado pelo Projeto de Lei 4.488/09, que oficializou os nomes dos bairros de Nova Friburgo do 1º e 6º distritos. O projeto foi sancionado pelo prefeito Heródoto Bento de Mello e tornou-se a Lei Municipal número 3.792/09. De acordo com o Instituto Brasileiro de Geografia e Estatística (IBGE), sua população no ano de 2022 era de 5 556 habitantes, possuindo um total de 2 667 domicílios particulares.
É vizinho do bairro Centro, Braunes e Ypu.